# Gasfinolhu (Alif Dhaal)
Pour les articles homonymes, voir Gasfinolhu.
Gasfinolhu est une petite île inhabitée des Maldives. L'île est désormais largement dégradée et se limite à un banc de sable dans le prolongement de Dhigurah.

## Géographie
Gasfinolhu est située dans le centre des Maldives, au Sud-Est de l'atoll Ari, dans la subdivision de Alif Dhaal.